# Windows Forms
Windows Forms é o sucessor do Visual Basic Forms na plataforma .NET.
A conversão de Visual Basic Forms em Windows Forms é fácil.

## Melhorias
- Suporte a temas e estilos visuais sem necessidades de códigos\controles modificados;
- Suporte a mais de 256 cores(True Color)
- Criação de controles mais ricos.

## O rival WPF
Windows Forms está concorrendo com outra estrutura da Microsoft, WPF.
Porém, ainda é apoiado pela Microsoft para aplicativos gratuitos, enquanto WPF é indicado para os softwares comerciais.